# Poecilohetaerus pinnatus
Poecilohetaerus pinnatus är en tvåvingeart som beskrevs av Schneider 1991. Poecilohetaerus pinnatus ingår i släktet Poecilohetaerus och familjen lövflugor. Inga underarter finns listade i Catalogue of Life.